# فینال جام یوفا ۱۹۹۴
فینال جام یوفا ۱۹۹۴، رقابت پایانی جام یوفا در سال ۱۹۹۴ میلادی است که مابین دو تیم باشگاه فوتبال اینتر میلان و باشگاه فوتبال ردبول سالزبورگ برگزار شده‌است.
این مسابقه که در تاریخ‌های ۲۶ آوریل ۱۹۹۴ و ۱۱ مه ۱۹۹۴ انجام شده‌است در مجموع با نتیجه ۲ بر ۰ به سود باشگاه فوتبال اینتر میلان به پایان رسید.